# Bringing Up Buddy (film 1923)
Bringing Up Buddy è un cortometraggio muto del 1923 scritto e diretto da Albert Herman (come Al Herman).

## Produzione
Il film fu prodotto dalla Century Film con il titolo di lavorazione Present Arms.

## Distribuzione
Distribuito dall'Universal Pictures, il film - un cortometraggio in due bobine - uscì nelle sale cinematografiche USA il 19 settembre 1923.